# Vallehermoso (kommun i Spanien)
Vallehermoso är en kommun i Spanien.  Den ligger i provinsen Santa Cruz de Tenerife i den autonoma regionen Kanarieöarna i sydvästra delen av landet, 1 800 km sydväst om huvudstaden Madrid. Antalet invånare är 2 954 (2024). Vallehermoso ligger på ön La Gomera.